# EBSCO Discovery Service
EBSCO Discovery Service ist ein Discovery-System für Datenbanken und Bibliothekskataloge des US-amerikanischen Datenbankanbieters EBSCO Publishing.

## Discovery Services

### Hintergrund
Der Einsatz moderner Suchmaschinentechnologie ist im Kontext zukünftiger Bibliothekssysteme eines der derzeit meistdiskutierten Themen im Bereich der Bibliotheksinformationstechnik. Zum einen wird zunehmend Suchmaschinentechnologie in bibliothekarische Rechercheinstrumente wie Bibliothekskataloge bzw. OPACs integriert, zum anderen haben auch kommerzielle Anbieter diesen Markt für sich entdeckt und bringen mit sog. Discovery Services verschiedene Produkte auf den Markt, welche große Datenmengen unterschiedlicher Herkunft mit Suchmaschinentechnologie in einem Suchindex erschließen können. Mit Hilfe dieser kommerziellen Suchindizes, welche seit etwa 2009 auf dem Markt verfügbar sind, haben Bibliotheken eine Möglichkeit, ihren Benutzern einen einheitlichen Sucheinstieg in ihre Recherche zu bieten. Diese Dienste sollen einen „One-Stop-Shop“ darstellen, welcher alle Vorteile einer Suchmaschine integriert.

### Definition
Nach Jansen, Kemner-Heek und Schweitzer schließt ein Discovery Service „alle eigenen und fremden von einer Bibliothek zur Verfügung gestellten Daten in einem umfassenden zentralen Suchmaschinenindex und stellt sie den Nutzern als „One-Stop-Shop“ zur Verfügung.“  Baumann wiederum schränkt diese Definition etwas ein, da „kein Discovery Service eine vollständige Implementierung aller von einer Bibliothek lizenzierten Daten bieten kann.“

### Merkmale
Oßwald fasst die Merkmale von Discovery Services wie folgt zusammen:
- Content: Index der Metadaten sowie – soweit verfügbar – des Inhaltes der lokalen oder lizenzierten Ressourcen
- Discovery: Google-Suchfeld und erweiterter Suche
- Delivery: Schnelle Ausgabe, Suchmaschinenranking, Facettierung, Drill-Downs
- Flexibility: Weitgehend unabhängig von der Funktionalität der einzelnen Datenbestände und deren originärer Aufbereitung / Suchoberfläche

### Aktuell angebotene Discovery Services
- Primo Central (Ex Libris Group), 2007: Vers. 1; 2010: Vers. 3
- WorldCat Local (OCLC), 2007: Vers. 1
- Summon (Serial Solutions), 2009: Vers. 1
- EBSCO Discovery Services (EBSCO), 2010: Vers. 1; basiert auf EBSCOhost

## EBSCO Discovery Service
Produkt und Verbreitung
EBSCO ist erfahrener Anbieter der EBSCOhost database platform und kann darüber hinaus auch auf eine langjährige Erfahrung in der Bereitstellung von webbasierten Quellen zurückgreifen. Der EBSCO Discovery Service (EDS) ist seit 2010 auf dem Markt und findet auch in Europa immer stärkere Verbreitung.
Mehr als 100.000 Institutionen sind EBSCO-Subscriber, so dass die EDS-Produktoberfläche für die ca. 5 Millionen Benutzer sehr vertraut ist.
Kosten
Die Kosten werden je nach Anzahl der Nutzer und Menge des zusätzlich integrierten Contents berechnet und unterscheiden sich heute deutlich von denen im Artikel von Rowe (2010) genannten. Nach Vaughan werden die Kosten wie folgt berechnet: "The annual subscription pricing model relies primarily on the institution’s full-time equivalent (FTE) count and level of service desired. Level of service can include factors such as the number and types of local library resources harvested and indexed (such as local digital collections and institutional repositories). Multiyear and consortial discounts are available."

## Zielgruppe
Wissenschaftliche Bibliotheken

Die Zielgruppe des EBSCO Discovery Services (EDS) sind vor allem wissenschaftliche Bibliotheken, da diese den größten Zugriff zu kontrollierten wissenschaftlichen Texten bzw. Medien bieten. Sie sollten demnach, wenn sie konkurrenzfähig sein und bleiben möchten, eine Lösung für das Suchen in ihren zahlreichen Ressourcen finden und anbieten. Mit Hilfe der Discovery Services wird es den Bibliotheken ermöglicht, ihren Nutzern einen einfachen bzw. zentralen Zugang sowohl zu den lokalen, analog und digital vorhanden als auch zu den lizenzierten und weltweit verteilten elektronischen Ressourcen von fachübergreifenden akademischen Inhalten zu geben.
Anwenderbibliotheken im deutschsprachigen Raum

Es gibt verschiedene Anwender im deutschsprachigen Raum, z. B. die Saarländische Universitäts- und Landesbibliothek, die Hochschule Reutlingen, die
Universitätsbibliothek Bochum oder die  Universitäts- und Stadtbibliothek Köln.

## Entwicklungsgeschichte
EBSCO Publishing wurde 1984 als Tochterunternehmen des US-amerikanischen Unternehmens EBSCO Industries, Inc. gegründet. EBSCO Subscription Services und EBSCO Book Services bilden gemeinsam mit EBSCO Publishing die EBSCO Information Services Gruppe.
Als Anbieter zahlreicher Zeitschriften sowie bibliografischer Datenbanken verfügt EBSCO Publishing mit EBSCOhost über eine proprietäre Datenbank- und Suchmaschinentechnologie. EBSCOhost bildet die Grundlage für den EBSCO Discovery Service.

## Inhalte
Der EDS BASE INDEX enthält Volltexte, Abstracts und/oder Metadaten von ca. 50.000 Zeitschriften, 6 Millionen Monographien, 20.000 Proceedings und 825.000 CDs und DVDs (Stand September 2011).
Zusätzlich zu den über EBSCO angebotenen Datenbanken können weitere freie und/oder kommerzielle Datenbanken eingespielt werden. Auch OPAC und Repositorien können bei Bedarf hinzugefügt werden. So kann jede Institution ihren individuellen EBSCO Discovery Service anbieten.

## Funktionsumfang
Der Discovery Service basiert auf einer proprietären Suchmaschinentechnologie des Anbieters EBSCO.
Diese Suchmaschine übernimmt Harvesting und Normalisierung der zu indexierenden Metadatenbestände und baut somit einen institutionenspezifischen Gesamtindex auf, der dem Nutzer die jeweils verfügbaren Informationsressourcen möglichst vollständig erschließen und verfügbar machen soll.
Abhängig von den verfügbaren Subskriptionen einer Institution kann ein Nutzer so bibliographische Informationen oder zusätzlich Volltexte als Resultat seiner Suche erhalten.

Weiterhin enthalten sind Personalisierungsoptionen: In einem persönlichen Nutzerkonto werden Optionen zur Anpassung des Erscheinungsbildes, Voreinstellungen für die Suche und Ergebnisdarstellung sowie für die Weiterverarbeitung bzw. den Export von Suchergebnissen beispielsweise in Literaturverwaltungsprogramme oder per E-Mail angeboten, außerdem können Ordner angelegt und Alerts erstellt werden.
Suche/Retrieval
Die Inhalte werden im EDS wahlweise mittels einer einfachen oder einer erweiterten Suche durchsucht. Daneben stehen Filteroptionen, Relevanzranking und Facettierung der Suchergebnisse zur Verfügung.

Die formale Erschließung der Inhalte des Base-Indexes ermöglicht eine Präzisierung der Ergebnisse im Vorfeld der Suche etwa in Bezug auf Sprache, Erscheinungszeitraum oder Publikationstitel. Außerdem kann auf als Volltext oder im Bibliothekskatalog verfügbaren Inhalten eingeschränkt werden.

Zur Eingabe von Suchbegriffen wird in der einfachen Suche ein einzelnes Suchfeld angeboten. Optional ist eine Festlegung auf Stichwort, Titel oder Verfasser möglich.
Die Erweiterte Suche bietet bis zu 12 einzelne Suchfelder an, die miteinander durch boolesche Operatoren verknüpft werden. Hier erfolgt die Suche im Gesamtindex oder in einem der auszuwählenden Indizes Volltext, Abstract, Titel, Schlagwort, Publikationstitel oder ISBN/ISSN.

In beiden Suchmodi können verschiedene Suchoptionen vorgenommen werden. Als Besonderheit ist dabei das SmartTextSearching zu nennen, das die Eingabe eines freien Textes von maximal 5000 Zeichen Länge erlaubt. Dabei wird der eingegebene Text auf die relevanten Suchbegriffe normiert und die Suche zunächst in allen enthaltenen Abstracts ausgeführt. Wo kein Abstract vorhanden ist, findet eine Suche im Titelindex statt. Die SmartText-Suche steht nur für EBSCO-eigene Datenbanken zur Verfügung.
Ergebnisdarstellung
EDS nimmt ein Relevanzranking der Suchergebnisse vor. Eigene Bestände können beim Ranking höher gewichtet werden. Das Ranking erfolgt mittels eines Ranking-Algorithmus, der die Suchresultate in einer für den Nutzer möglichst passenden Weise sortiert. Berücksichtigt werden bei der Bewertung des Ergebnisses unter anderem Vorhandensein und Termfrequenz eines Suchbegriffs innerhalb der Schlagwörter, Titelstichwörter, vom Verfasser vergebenen Schlagwörter bzw. im Abstract oder Volltext des Dokuments.

Bei der Aufnahme von Datensätzen in den Index des Discovery Service werden diese nach formalen und sachlichen Gesichtspunkten normalisiert. Somit wird das facettierte Browsing durch die Suchergebnisse bzw. ein Einschränken der Ergebnisse sowohl nach formalen Kriterien wie Publikationstyp oder -titel als auch nach inhaltlichen Gesichtspunkten wie Schlagwörtern oder geografischem Bezug möglich.
Als Besonderheit besteht die Möglichkeit, die Suchergebnisse der einzelnen Anbieter bzw. Produzenten nach der Datenquelle anzeigen zu lassen.
Die Suchergebnisse sind mit zahlreichen Metadaten wie Abstracts, Coverabbildungen, Schlagwörtern der Autoren oder Volltexten angereichert.

## Systemarchitektur
Der EBSCO Discovery Service erntet ("harvest") Metadaten aus internen (Bibliothek) und externen (Datenbankanbieter) Quellen und erstellt daraus einen einzigen Index. Die daraus entstehende Sammlung kann sehr groß und von unterschiedlicher Struktur sein, da sie aber insgesamt und lokal auf den EBSCOhost Servern indiziert ist, wird dadurch eine schnelle Suchreaktion ermöglicht. Der EBSCO Discovery Service bietet zusätzlich Anpassungsmöglichkeiten in Bezug auf die Metadaten-Sammlung sowie die  Frontend-Lieferung von Suchergebnissen.
Der EBSCO Discovery Service (EDS) bietet also Zugang zu Metadaten einer Sammlung und den EBSCOhost-Datenbanken, die einzeln subskribiert werden können.
Daneben gibt es weitere verschiedene Services, die einzeln ebenfalls unabhängig erworben werden können, wie z. B. Link-Resolver und das EBSCOhost Integration Toolkit (EIT). Dieses beinhaltet mehrere Services:
- Persistent Links: Die Nutzer können dauerhafte Links zu Volltexten der EBSCO Datenbanken in ein Bibliotheksportal einbinden. Damit ist eine direkte Verbindung zum Volltext ohne eine Neuanmeldung oder den Portalwechsel möglich. Die Links können selbstständig vom Administrator eingerichtet werden.

- RSS Feeds: Feeds können vom Nutzer zu bestimmten Inhalten der Datenbanken eingerichtet werden. Es wird zuerst nur eine Adresse übermittelt, um Ressourcen zu schonen, bei Bedarf wird dann der gesamte Text geliefert.

- Web Service (XML)- Gateway: Es wird genutzt um direkte Links zu einer Referenzdatenbank zu erzeugen. Durch diesen Service werden vielfältige Integrationsmöglichkeiten geboten, um speziell angepasste Suchanfragen und – ergebnisse zu senden und empfangen. Es beinhaltet:

- Authentifizierung: Die Identifikation erfolgt dabei über die IP-Adresse. Mit Nutzer-ID und Passwort ist auch ein kontrollierter Zugang zu fremden Rechnern möglich.

- Schlagwort-, Stichwort-,  Bild-, Index- und Thesaurus-Suche

- Artikel-Suche

- Support vielfacher industriell verbreiteter Vokabulare wie MeSH, CINAHL, ICD9, ICD10 und SNOMED-CT

- Z39.50 Support[22]

- SOAP und REST-Zugang für EBSCOhost; für EBSCO Discovery Service gibt es seit 2012 eine spezialisierte API[23]

- sicherer (SSL)Zugang

- Erzeugung aller Arten von Statistiken

- Real-time Updates.

## Schnittstellen
Eine Programmierschnittstelle (englisch Application Interface (API)) ermöglicht die Kommunikation zwischen unterschiedlichen Programmteilen oder Programmen.

Das API legt auf Quellcodeebene die Anbindung eines Anwendungsprogramms an ein anderes Anwendungsprogramm fest. Eine API unterscheidet man nach folgenden Klassen: funktionsorientiert, dateiorientiert, objektorientiert und protokollorientiert. Die protokollorientierte API ermöglicht die Kommunikation zwischen Anwendungen, die auf technisch unterschiedlicher Hardware oder verschiedenen Betriebssystemen laufen. Gängige Kommunikationsprotokolle, die von protokollorientierten APIs verwendet werden, sind z. B. SOAP, HTTP oder JSON.
Discovery API

Seit 2012 bietet EBSCO eine auf den Discovery Service zugeschnittene API. Diese API verfügt über folgende Methoden:
- Authentication: Erstellt für Nutzernamen und Passwort Zugang zur API einen Authentication Token, IP Zugang wird empfohlen und hier entfällt dieser Schritt
- Create Session: Erstellt eine Nutzer-Session und legt fest, ob der Nutzer als Gast oder Nutzer mit vollen Zugangsrechten auf die Daten zugreift
- Info: Gibt die EBSCO Discovery Service Limiter, Sortiermöglichkeiten, Suchkürzel, Expanders (erweitern die Suche) & Limiter für ein bestimmtes Profil zurück
- Search: Führt eine Suche durch und sendet Antwort in JSON oder XML Format
- Retrieve: Ruft den vollständigen EBSCO Discovery Service Datensatz ab, inklusive direktem Link zum PDF Volltext und Quellcode des HTML Volltextes (sofern verfügbar)
- End Session: Beendet die unter Create Session erstellte API Sitzung

Discovery API Protokolle

Die Discovery API ist durch folgende Protokolle erreichbar:
- REST: Ein HTTP-Protokoll, das einfache URLs nutzt um Daten von der EIT Web Service API anzufordern.

Das REST Protokoll sendet Daten in XML oder JSON Format von EBSCO Discovery Service zurück. Die Antwort enthält alle URLs (Custom Links), die zum Volltext im Web führen, die Antwort der Retrieve-Response übergibt weiterhin direkte Links zu auf EBSCOhost gehosteten.